# Claude Kiambe
Claude Kiambe (Quinxassa, 16 de setembro de 2003), conhecido simplesmente como Claude, é um cantor e compositor neerlandês nascido na República Democrática do Congo. Representou os Países Baixos no Festival Eurovisão da Canção de 2025, em Basileia, na Suíça, com a música «C'est la vie».

## Biografia
Nascido no Congo-Quinxassa em 2003, chegou aos Países Baixos junto com a mãe e os seus irmãos em 2012, quando tinha nove anos de idade. Todos eles viveram num centro de acolhimento para refugiados em Alkmaar. Mais tarde, a família mudou-se para Enkhuizen, onde completou o ensino secundário e, posteriormente, estudou gestão hoteleira mas não acabou o curso.

## Carreira musical
Em 2019, Claude participou da 8.ª temporada do The Voice Kids, onde foi eliminado na fase das batalhas. Um ano mais tarde, ganhou o programa de casting «Are you next?» assegurando um contrato com a editora discográfica Cloud 9 Music.
Claude lançou o seu primeiro single intitulado «Ladada (Mon dernier mot)» em 2022. A canção acabou por atingir o topo do Top 40 dos Países Baixos. A canção valeu-lhe vários prémios, como o Prémio 3FM para Melhor Estreante ou o prémio de Artista do Ano da Qmusic.
A 19 de dezembro de 2024, a emissora neerlandesa AVROTROS anunciou que Claude Kiambe representaria os Países Baixos no Festival Eurovisão da Canção de 2025.

## Discografia

### Álbuns de estúdio
- 2024 – Parler français

### Singles
- 2022 – Ladada (Mon dernier mot)
- 2023 – Layla
- 2023 – Vas-y (ga maar) (com Suzan & Freek)
- 2024 – Écoutez-moi
- 2024 – La pression
- 2024 – Je t'aime (com  Zoë Tauran)
- 2024 – Parler français
- 2025 – C'est la vie